# 도라에몽의 연표
도라에몽의 연표(일본어: ドラえもんにおける年表 도라에몽니 오케루 넨표[*])는 후지코 F. 후지오의 만화 《도라에몽》 및 《대장편 도라에몽》에서 일어난 사건을 연도별로 정리한 연표이다.

## 기원전
약 36억년 전
- '씨 뿌리는 사람'이 지구와 화성에 아미노산과 단백질 등을 포함하여 통칭 '생물의 종'을 뿌리다.[1]

약 3억년 전
- 노진구와 도라에몽이 카이치를 포함한 들개들을 위해 3억년 전의 지구로 향한다.[2][3]

약 1억 5000만년 전
- 노비타와 도라에몽이 「우주 타잔」의 시청률 대책을 위한 촬영 스튜디오를 백악기로 이전한다.[4]

약 1억 3700만년 전
- 노비타가 중국 대륙의 공룡을 일본으로 부른다.[5]

1억년 전
- 노비타와 도라에몽, 육식 거북이 위에서 표류한다.[6]

9000만년 전
- 노비타의 넘어진 흔적이 화석이 된다.[7]

6500만년 전
- '풍운 도라에몽 성'이 축성된다.[8][9]
- 거대한 혜성이 지구에 충돌하여 지상에서 공룡이 멸종된다. ※
  - 도라에몽이 지상에 있던 일부 공룡을 지하로 호송한다.[8]

1500만년 전
- 운석이 화성에 충돌, 화성의 생물이 거의 멸종된다.[1]

10만년 전
- 원시인 스넬이 노비타를 애완동물로 한다.[10] 도라에몽이 원시인의 '신양'으로 숭배된다.

7만년 전
- 일본인의 조상 쿠쿠루가 시공 난기류에 말려 들어간다.[11][12]
- 기가좀비가 타임 패트롤에 의해 체포된다.

3만년 전
- 메카토피아 건국. 로봇의 아담과 이브가 만들어진다.[13]

약 2만년 전
- 노비타 일행이 석기시대의 호텔에 숙박한다.[14]

약 1만년 전
- "무" 연방 탄생.

7000년 전
- 아틀란티스 연방이 핵 실험에 실패, 그 영향으로 멸망한다.[15]

5000년 전
- 아프리카의 비경 바우완코 왕국에서 '불을 토해내는 자동차'와 '하늘을 나는 배'를 발명.[16]

## 600년대
630년
- 노비타 일행이 당나라(현 중국)에서 요괴와 싸운다.[17][18]

## 700년대
750년
- 아바스 왕조 탄생. ※

766년
- 하룬 알라시드 왕 탄생. ※

794년
- 도라에몽 일행, 아라비안 나이트의 세계에 갇힌 시즈카를 도우러 바그다드에 간다.[19][20]

## 1000년대
1049년
- 우라시마 타로, 바다에서 실종된다.[21]

## 1300년대
1317년
- 우라시마 타로, 귀환한다.[21]

1338년
- 노비타가 모모타로가 된다.[22]

## 1400년대
1476년
- 도라에몽과 노비타, 요제프에 유폐 된 롯데 폰 뮤히하우젠 구출을 위해 에리히 폰 뮤히하우젠 남작의 도움을 구한다.[23]

## 1500년대
1534년
- 잉카 제국의 황금을 실은 배가 유카탄을 떨어뜨리고 2일 후 태풍을 당해 침몰.[15]

1580년
- 세와시가 노비히라에게 도라미와 아라라를 보낸다.[24]

## 1600년대
- 노비타, 미야모토 무사시의 스승이 된다.[25]

## 1800년대
1826년
- 1월 1일, 노비자아에몬, 마당에 세뱃돈을 메우다.[26]

1880년
- 노비타, 미국 서부 마을 모루구 시티에서 "전설의 수수께끼의 건맨"이 된다.[27]

1886년
- 왕비실의 증조할머니 출생.

## 1900년대
1910년
- 핼리 혜성이 지구에 접근한다.
  - 노비 노비키치, 감나무 뿌리에 공기가 채워진 튜브를 묻었다.

1937년
- 노비 노비스케 출생.

1945년
- 6월 10일, 노비스케, 학동피난처에 하얀 백합 같은 여자(노비타)로부터 초콜릿을 받는다.[28]

1947년
- 노비 타마코 출생.

1948년
- 7월 10일, 타마코, 부모의 반지를 잃어버린다.[29]

1959년
- 11월 3일, 노비스케 · 타마코 약혼.[30]

1962년
- 노비스케 · 타마코 결혼.

1964년
- 4월, 데키스기 히데토시 출생.
- 5월, 시즈카 출생.[31]
- 6월 15일, 자이언 출생.
- 8월 7일, 노비타 출생.[32]

1965년
- 2월, 스네오 출생.[33]

1970년
- 1월 1일, 도라에몽이 노비타가 있는 시대로 온다.

## 2000년대
2008년
- 타임머신 발명.[34]

2011년
- 4월 4일부터 5일, 초등학생 노비타가 미래 백화점에 주문한 미니도라가 잘못되어 2011년의 노비타네 집으로 배송된다.[35]

2087년
- "통신 판매"의 상품 "충돌방지 · 길 기억 장치 장착 자전거"에 결함이 판명, 백화점이 회수했다.[36]

2093년
- 유인 별 탐사선 니세이호, 지구를 날아, 태양계를 떠나, 지구형 행성을 발견, 처음으로 우주인과 만난다.[34]

## 2100년대
2111년
- 9월 3일, 은하수 철도 폐선.[37]

2112년
- 9월 3일, 도라에몽 탄생.
- 9월 4일, 도라에몽, 특매처에 두어진다.

2114년
- 12월 2일, 도라미 탄생.

2115년
- 1월 19일, 당시 유아였던 세와시가 구입 버튼을 실수로 눌러서 도라에몽이 노비네 집으로 가게 된다.

2122년
- 8월 30일, 도라에몽, 쥐에게 귀를 갉혀 그 영향으로 쥐를 싫어하게 된다.

2123년
- 4월 5일, 세와시의 제안으로 도라에몽이 타임머신으로 노비타가 있는 세계로 간다.

## 2300년대
2314년
- 공룡 헌터 도루스타가 등장한다.[38]

## 참고 문헌
- 《도라에몽》 (1~45권), 쇼가쿠칸
- 《도라에몽 플러스》 (전5권), 쇼가쿠칸
- 《대장편 도라에몽》 (1~17권), 쇼가쿠칸
- 《도라에몽 컬러 작품집》 (전6권), 쇼가쿠칸
- 《후지코 F. 후지오 자선집 도라에몽》 (상/하권), 쇼가쿠칸
- 《후지코 F. 후지오 대전집 도라에몽》 (1~20권), 쇼가쿠칸
- 《후지코 F. 후지오 대전집 대장편 도라에몽》 (1~6권), 쇼가쿠칸
- 세타가야 도라에몽 연구회 《도라에몽의 비밀》 , 1993년, 데이터하우스